# Aloisio Nuovo
Aloisio Nuovo, noto in lingua russa come Aleviz Novyj (in russo Алевиз Новый?; fl. XVI secolo), è stato un architetto italiano del Rinascimento che venne invitato, dallo zar Ivan III, a lavorare a Mosca. Alcuni studiosi italiani hanno tentato di identificarlo con lo scultore veneziano Alevisio Lamberti da Montagnana, senza però riuscire a trovare un accordo.

## Biografia
Sulla strada verso la Russia, Aloisio si fermò presso Meñli I Giray, il Khan di Crimea. Alla sua corte, Aloisio costruì alcune sezioni del famoso palazzo di Bachčisaraj. Il portale del palazzo, scolpito nel gusto italiano, è particolarmente degno di nota.
Nel 1504 giunse finalmente a Mosca, con una lettera di raccomandazione del khan.
Egli divenne noto presso i russi come Aleviz il Nuovo, per distinguerlo da Aloisio da Carcano, che aveva lavorato al Cremlino dal 1494. Il suo primo e principale lavoro a Mosca fu la Cattedrale dell'Arcangelo Michele, il luogo di sepoltura dei monarchi moscoviti. Ornamenti elaborati ispirati a quelli della cattedrale rinascimentale, vennero poi ampiamente copiati in Russia per tutto il XVI secolo.
Gli sono attribuite parte del Cremlino e la porta di ferro di Demir Chapu (1503) in Crimea.
L'ultima menzione del suo nome risale al 1514, quando gli venne affidata, da Basilio III, la costruzione di undici chiese a Mosca. Anche se solo una parte di queste costruzioni sono giunte ai nostri giorni, ci sono prove sufficienti per supporre che esse siano state costruite in diversi stili. La meglio conservata di queste chiese è la cattedrale del Monastero Vysoko-Petrovskij a Mosca (1514-1517), certamente il primo esempio di rotonda in Russia.